# Hryhorij Dmytrenko
Hryhorij Mykolajowytsch Dmytrenko (ukrainisch Григорій Миколайович Дмитренко; * 1. Juli 1945 in Sloboda-Wjasiwka, Oblast Schytomyr) ist ein ehemaliger sowjetischer Ruderer, der nach 1992 für die Ukraine antrat.
Der 1,52 m große Dmytrenko rückte 1979 als Steuermann in den sowjetischen Achter. Er steuerte den Achter bei den Weltmeisterschaften 1979 in Bled zur Bronzemedaille hinter den Booten aus der DDR und aus Neuseeland. Im Jahr darauf siegte bei den Olympischen Spielen 1980 in Moskau ebenfalls der DDR-Achter. Hinter dem britischen Boot erreichte der sowjetische Achter den dritten Platz, wobei im sowjetischen Boot sieben Ruderer aus dem Vorjahr dabei warten. 
In den nächsten Jahren war Dmytrenko international nicht am Start. Erst nach dem Olympiazeitraum bis 1984 steuerte er wieder den sowjetischen Achter und gewann den Weltmeistertitel 1985 in Hazewinkel. 1986 in Nottingham siegte der australische Achter vor dem von Dmytrenko gesteuerten sowjetischen Boot. 1987 steuerte er den Vierer mit Steuermann und gewann in dieser Bootsklasse die Silbermedaille bei den Weltmeisterschaften in Kopenhagen. Nachdem er für die Olympischen Spiele 1988 nicht nominiert worden war, trat er 1989 noch einmal im sowjetischen Achter an und belegte den fünften Platz bei den Weltmeisterschaften in Bled.
Erst nach dem Zerfall der Sowjetunion war Dmytrenko 1993 wieder international am Start, nun als Steuermann des ukrainischen Achters, der bei den Weltmeisterschaften 1993 und 1995 den achten Platz belegte. Bei den Olympischen Spielen 1996 in Atlanta belegte der mittlerweile 51 Jahre alte Dmytrenko den zehnten Platz mit dem Achter.